# Maximilian G. Broglie
Maximilian Guido Broglie (* 22. November 1943 in Gießen) ist ein deutscher Medizinrechtler und war langjähriger Geschäftsführer verschiedener medizinischer Fachverbände auf dem Gebiet der Inneren Medizin.

## Ausbildung und Werdegang
Maximilian Guido Broglie ist der Sohn des Mediziners und Universitätsprofessors Maximilian Broglie (1909–2004) und wurde 1943 in Gießen geboren. Er begann seine berufliche Laufbahn zunächst mit einer Maschinenschlosserlehre bei der Adam Opel AG in Rüsselsheim (1962–1965), bevor er sich der akademischen Ausbildung zuwandte. Nach dem Abitur am Gymnasium Stiftung Louisenlund (1965–1967) studierte er von 1967 bis 1972 Rechtswissenschaften sowie Betriebswirtschaftslehre an den Universitäten Marburg, Mannheim, Freiburg, Heidelberg und Adelaide/Australien. Seit 1976 ist er als Rechtsanwalt tätig.

## Berufliche Tätigkeit

### Tätigkeit als Anwalt
Broglie spezialisierte sich früh auf das Medizinrecht und gründete 1995 die Fachkanzlei Broglie, Schade & Partner GbR, die sich bundesweit mit Schwerpunkt Medizin- und Gesundheitsrecht etablierte. Er ist anerkannt für seine Fachkenntnis im Arzt- und Gesundheitsrecht und fungiert vielfach als Berater medizinischer Standesgremien. Als Strafverteidiger war er unter anderem an den Gerichtsverfahren im Fall Kalinka Bamberski und dem später in der ARD-Serie „Auf den Spuren von Dr. Mord“ behandelten Kriminalfall um einen mehrfachen Mörder und Arzt beteiligt.

### Tätigkeit als Geschäftsführer
Von 1980 bis 2004 war er Hauptgeschäftsführer des Berufsverbandes Deutscher Internisten e.V. (BDI), gefolgt von Positionen als Geschäftsführer der Akademie für Fort- und Weiterbildung in der Inneren Medizin (2004–2007) und der Deutschen Hochdruckliga e.V. (DHL), die er ab 2003 parallel zu seiner Tätigkeit für die Deutsche Gesellschaft für Innere Medizin (DGIM) ausübte.

### Geschäftsführer der Deutschen Gesellschaft für Innere Medizin
Von 2003 bis 2023 war Broglie Geschäftsführer der DGIM. Unter seiner Führung wurden diese Organisationen modernisiert und erweitert und konnte ihre Mitgliederzahlen bis Ende 2023 auf über 30.000 steigern. Broglie engagierte sich insbesondere für die Weiterentwicklung des Internistenkongresses zu einem der größten deutschsprachigen Medizinkongresse. 2007 initiierte er gemeinsam mit der Stadt Wiesbaden den Patiententag zum Internistenkongress, der seitdem den Wiesbadener Bürgern medizinische Themen und Kenntnisse zum Beispiel zu Erster Hilfe oder zur Prävention internistischer Erkrankungen vermittelt.

## Auszeichnungen und Ehrungen
Für seine Leistungen im Medizin- und Arztrecht wurde Broglie mehrfach ausgezeichnet. Zu seinen Ehrungen zählen der Deutsche Arzt-Recht-Preis (1995), das Goldene Ehrenzeichen der Bayerischen Internisten e.V. (2003) und die Wiesbadener Lilie (2023). Zudem ist er Ehrenmitglied mehrerer medizinischer Fachgesellschaften und Verbände.

## Publikationen
Maximilian Broglie ist Herausgeber und Mitherausgeber zahlreicher wissenschaftlicher Bücher, Handbücher und Journale. Zu seinen Werken zählen:
- Gebühren-Handbuch 2023, Kommentar für Ärzte – EBM – GOÄ – IgeL, 2023, 26. Auflage, 2500 Seiten, ISBN 3-938748-22-2
- Brigitte Streich, Der Kongress und seine Stadt: Die Internisten und Wiesbaden, hrsg. v. Maximilian Broglie und Georg Ertl, Wiesbaden 2023, ISBN 978-3-95466-804-5.
- Bernd Neese, Der Internistenkongress in Wiesbaden 1882–2022, Wiesbaden 2022, ISBN 978-3-95466-721-5
- Münchener Anwaltshandbuch Medizinrecht Gebundene Ausgabe, 3. Auflage, München 2019 (Hrsg.), ISBN 978-3-406-72937-9
- Arzthaftungsrecht: Grundlagen und Praxis (C.H. Beck Medizinrecht), 5. Auflage, München 2013, ISBN 978-3-406-64581-5.
- Gerd Hofer, Ralf Forsbach, Internisten in Diktatur und junger Demokratie: Die Deutsche Gesellschaft für Innere Medizin 1933–1970. Herausgegeben von Cornel Sieber, Ulrich R. Fölsch und Maximilian G Broglie, Berlin 2018, ISBN 978-3-95466-373-6
- Die Reden der Vorsitzenden der Deutschen Gesellschaft für Innere Medizin 1982–2018. Herausgegeben von Ulrich R. Fölsch und Maximilian G Broglie, Berlin 2018, ISBN 978-3-95466-428-3